# تساغکادزور (شوشی)
تساغکادزور (به ارمنی: Ծաղկաձոր) یا تاسی ورست (به ارمنی: Տասը Վերստ) یک منطقهٔ مسکونی در جمهوری آرتساخ است که در استان شوشی واقع شده‌است. تساغکادزور ۴ نفر جمعیت دارد.